# Rami Jaffee
Rami Jaffee (nascido em 11 de março de 1969) é um músico americano, tecladista das bandas Foo Fighters e The Wallflowers. Ele trabalhou com muitos artistas, incluindo Pete Yorn, Soul Asylum, Stone Sour, Joseph Arthur e Coheed and Cambria.

## Carreira
Por volta de 1989, Jakob Dylan e seu amigo Tobi Miller formaram uma banda e logo conheceram Jaffee, para quem a dupla mostrou algumas gravações que tinham feito. Jaffee imediatamente juntou-se ao duo, formando a banda The Wallflowers. Após assinar com a Virgin Records, lançaram seu primeiro álbum em 1992, The Wallflowers.
Em 2005, Jaffee começou a colaborar com o Foo Fighters. A partir de 2017 ele passou a ser considerado como um membro oficial. De todo modo, Jaffee continuou tocando com o The Wallflowers por um período, e colabora com outras bandas e artistas constantemente.